# 크리스토퍼 민츠플라스
크리스토퍼 찰스 민츠플라스(영어: Christopher Charles Mintz-Plasse, 1989년 6월 20일 ~ )는 미국의 배우, 희극인이다. 2007년의 코미디 영화 《슈퍼배드》와, 실사영화 《킥 애스: 영웅의 탄생》, 《킥 애스 2: 겁 없는 녀석들》에 출연한 것으로 알려져 있다.
캘리포니아주 로스앤젤레스 출신으로, 어머니 엘런 민츠(Ellen Mintz)는 유대인이며 아버지 레이 플라스(Ray Plasse)는 폴란드계이다.

## 출연 작품
- 트롤
- 트롤: 월드 투어 - 그리스틀 왕 역 (목소리)